# Gemmelaincourt
Gemmelaincourt é uma comuna francesa na região administrativa de Grande Leste, no departamento de Vosges. Estende-se por uma área de 7,42 km². Em 2010 a comuna tinha 156 habitantes (densidade: 21 hab./km²).